# Johann Anton Lucius
Johann Anton Lucius (* 1742; † 1810) war ein Erfurter Handelsmann und Gründer der Firma Johann Anton Lucius.
Er war der Sohn von Johann Michael Lucius (1719–1806) und erhielt am 25. Mai 1763 in Erfurt das Bürgerrecht als selbständiger Kaufmann. Im selben Jahr eröffnete er auf der Langen Brücke 57/58 in Erfurt eine Wollzeugmanufaktur und begann den Handel mit Wollwaren und „baumwollenen Zeugen“. Das hatte auch sein Vater schon gemacht; der Sohn stieg aber zusätzlich in die Fabrikation von Baumwollwaren ein. 1782 erwarb er eine Konzession zur Erweiterung seines Unternehmens um ein Ausschnittsgeschäft.
Lucius hatte am 10. Juli 1763 in Erfurt Klara Rosenstengel (1741–1810) geheiratet. Das Ehepaar hatte elf Kinder. Als Lucius starb, übernahmen sein Bruder Johann Jakob sowie sein Sohn Sebastian Lucius, die bereits vorher im Geschäft mitgearbeitet hatten, 1810 die Firma.